# J.P.アレンシビア
ジョナサン・ポール・アレンシビア（Jonathan Paul Arencibia, 1986年1月5日 - ）は、アメリカ合衆国・フロリダ州マイアミ出身の元プロ野球選手（捕手、一塁手）。右投右打。

## 経歴

### プロ入り前
フロリダ州マイアミでキューバ移民3世として生まれる。かつてアレックス・ロドリゲスを輩出したウェストミンスター・クリスチャン高等学校では、ロドリゲスに並ぶ同校史上最多の通算17本塁打を記録したほか、バスケットボール、アメリカンフットボールでも活躍。
2004年のMLBドラフト14巡目（全体513位）でシアトル・マリナーズから指名を受けたが、入団せずにテネシー大学へ進学した。

### プロ入りとブルージェイズ時代
2007年のMLBドラフト1巡目（全体21位）でトロント・ブルージェイズから指名され、132万7000ドルの契約金で入団。1年目は傘下のA-級オーバーン・ダブルデイズで63試合に出場した。
2008年はA+級ダニーデン・ブルージェイズからスタートし、シーズン途中にAA級ニューハンプシャー・フィッシャーキャッツへ昇格。2つのクラスで計126試合に出場し、マット・ウィータースと並んでマイナーの捕手最多の27本塁打を放った。シーズン後に発表されたベースボール・アメリカ誌の有望株ランキングでは、アレンシビアはブルージェイズ傘下でトラビス・スナイダーに次ぐ評価を受け、MLB全体でも43位の評価を受けた。
2009年はAAA級ラスベガス・フィフティワンズで開幕を迎えたが、ここでアレンシビアは野球人生初の挫折を経験。重度の乱視に悩まされ、21本塁打・75打点とパワーの面では一定の数字を残しつつも、打率、出塁率はそれぞれ.236、.284と大きく低迷した。シーズン終了後に乱視矯正のためのレーシック手術を受けた。
2010年は5月末までは8本塁打だったが、6月、7月と2ヶ月連続で二桁本塁打を放つなど95試合で打率.303・31本塁打・79打点と活躍。8月5日にジョン・バックの故障者リスト入りに伴い、メジャーに昇格した。8月7日のタンパベイ・レイズ戦でメジャー初出場。ジェームズ・シールズからメジャー初打席初本塁打を放つなど、5打数4安打2本塁打の鮮烈デビューを飾った。デビュー戦での2本塁打は史上5人目。また、デビュー戦で2本塁打と4安打以上を同時にマークした1900年以降で初の選手となった。
2011年は正捕手として定着。23本塁打を放ち捕手としてのチーム本塁打記録を更新し、メジャーの舞台でもそのパワーを見せ付けた。反面、打率は.219、出塁率も.282と低水準に終わった。
2012年は死球による骨折があり102試合の出場に終わったが、18本塁打を放って長打力を発揮した。一方、低打率、低出塁率は相変わらずで、OPSは前年をやや下回った。オフにはR・A・ディッキーとの交換要員として名前が浮上したが、最終的に若手捕手のトラビス・ダーノーがメッツに移籍することになり、アレンシビアは当面の間ブルージェイズの正捕手を務めることが確実になった。
2013年2月27日に第3回WBCのアメリカ合衆国代表に選出された。レギュラーシーズンでは、自己記録を更新する138試合に出場。2年ぶりに20本塁打をクリアしたが、100試合以上に出場したシーズンとしては初の打率.100台と低迷した。また、四球は前年と同じ18に留まり、打率の低さも相まって出塁率は.227という低さだった。守備面ではリーグ最多の13パスボールを喫した。12月2日にノンテンダーFAとなった。

### レンジャーズ時代
2013年12月5日にテキサス・レンジャーズと1年180万から200万ドルで契約に合意したことを報道され、12月10日に球団が正式発表した。
2014年は正捕手の座をロビンソン・チリノスに奪われ、開幕後は2番手捕手として20試合に出場したが、打率.133と落ち込み、5月20日に傘下のAAA級ラウンドロック・エクスプレスへ降格した。5月21日に40人枠から外れた。7月17日にカルロス・ペーニャがDFAとなったのに伴い、再びレンジャーズとメジャー契約を結んだ。昇格後は、一塁手を務めていた。また、7月29日のニューヨーク・ヤンキース戦では投手として登板して1回を無失点に抑えた。オフの10月6日にAAA級ラウンドロックへ降格した。9日にFAとなった。

### レイズ時代
2015年1月8日にボルチモア・オリオールズとマイナー契約を結ぶが、4月9日に自由契約となった。17日にレイズとマイナー契約を結び、傘下のAAA級ダーラム・ブルズでプレー。8月26日にメジャー契約を結び、25人枠入りした。その後は捕手としてプレーし、24試合に出場した。バッティング面では、基本的にメジャーで打率が.240を超えていなかったが、2015年は.310という高率を記録。パワー面でも、僅か22安打で6本のホームランを放ち、改めて圧倒的なパワーをアピールした。打率は高かった一方、フリースインガーぶりは変わらず、24試合で選んだ四球は1つだけだった。捕手としての守備は、23試合で守りに就き守備率.994・DRS - 3という成績を残した。また、盗塁阻止率33％は、メジャーデビュー年以来の高い値だった。11月20日にDFAとなり、23日に自由契約となった。

### フィリーズ傘下時代
2015年12月14日にフィラデルフィア・フィリーズとマイナー契約を結び、2016年のスプリングトレーニングに招待選手として参加することになった。
2016年は開幕から傘下のAAA級リーハイバレー・アイアンピッグスでプレーし、12試合に出場して打率.167・1本塁打・2打点の成績を残した。5月16日に自由契約となった。

### レイズ傘下時代
2016年5月20日にレイズとマイナー契約を結び、AAA級ダーラムへ配属された。AAA級ダーラムでは78試合に出場して打率.252・15本塁打・47打点・1盗塁の成績を残した。また、この年所属したマイナー2球団合計では90試合に出場して打率.241・16本塁打・49打点・1盗塁の成績を残した。オフの11月7日にFAとなった。
2017年1月18日に現役引退を表明した。

### 現役引退後
現役引退後はFOXスポーツ・フロリダに入社し、マイアミ・マーリンズの試合前後に放送される番組でアナリストを務めた。
2023年より、ニューヨーク・メッツ傘下AAA級シラキュース・メッツのベンチコーチに就任した。

## プレースタイル
長打力が武器の攻撃型捕手だが、積極的に打っていく典型的なフリースインガーであるため、出塁率は高くない。

## 詳細情報

### 年度別打撃成績
| 年 度    | 球 団    | 試 合 | 打 席 | 打 数 | 得 点 | 安 打 | 二 塁 打 | 三 塁 打 | 本 塁 打 | 塁 打 | 打 点 | 盗 塁 | 盗 塁 死 | 犠 打 | 犠 飛 | 四 球 | 敬 遠 | 死 球 | 三 振 | 併 殺 打 | 打 率 | 出 塁 率 | 長 打 率 | O P S |
| -------- | -------- | ----- | ----- | ----- | ----- | ----- | -------- | -------- | -------- | ----- | ----- | ----- | -------- | ----- | ----- | ----- | ----- | ----- | ----- | -------- | ----- | -------- | -------- | ----- |
| 2010     | TOR      | 11    | 37    | 35    | 3     | 5     | 1        | 0        | 2        | 12    | 4     | 0     | 0        | 0     | 0     | 2     | 0     | 0     | 11    | 0        | .143  | .189     | .343     | .532  |
| 2011     | TOR      | 129   | 486   | 443   | 47    | 97    | 20       | 4        | 23       | 194   | 78    | 1     | 1        | 0     | 3     | 36    | 3     | 4     | 133   | 6        | .219  | .282     | .438     | .720  |
| 2012     | TOR      | 102   | 372   | 347   | 45    | 81    | 16       | 0        | 18       | 151   | 56    | 1     | 0        | 1     | 3     | 18    | 1     | 3     | 108   | 4        | .233  | .275     | .435     | .710  |
| 2013     | TOR      | 138   | 497   | 474   | 45    | 92    | 18       | 0        | 21       | 173   | 55    | 0     | 2        | 0     | 2     | 18    | 0     | 3     | 148   | 8        | .194  | .227     | .365     | .592  |
| 2014     | TEX      | 63    | 222   | 203   | 20    | 36    | 9        | 0        | 10       | 75    | 35    | 0     | 0        | 0     | 2     | 10    | 0     | 7     | 62    | 6        | .177  | .239     | .369     | .608  |
| 2015     | TB       | 24    | 73    | 71    | 9     | 22    | 3        | 0        | 6        | 43    | 17    | 0     | 0        | 0     | 1     | 1     | 0     | 0     | 22    | 1        | .310  | .315     | .606     | .921  |
| MLB：6年 | MLB：6年 | 467   | 1687  | 1573  | 169   | 333   | 67       | 4        | 80       | 648   | 245   | 2     | 3        | 1     | 11    | 85    | 4     | 17    | 484   | 25       | .212  | .258     | .412     | .670  |

### 年度別投手成績
| 年 度    | 球 団    | 登 板 | 先 発 | 完 投 | 完 封 | 無 四 球 | 勝 利 | 敗 戦 | セ 丨 ブ | ホ 丨 ル ド | 勝 率 | 打 者 | 投 球 回 | 被 安 打 | 被 本 塁 打 | 与 四 球 | 敬 遠 | 与 死 球 | 奪 三 振 | 暴 投 | ボ 丨 ク | 失 点 | 自 責 点 | 防 御 率 | W H I P |
| -------- | -------- | ----- | ----- | ----- | ----- | -------- | ----- | ----- | -------- | ----------- | ----- | ----- | -------- | -------- | ----------- | -------- | ----- | -------- | -------- | ----- | -------- | ----- | -------- | -------- | ------- |
| 2014     | TEX      | 1     | 0     | 0     | 0     | 0        | 0     | 0     | 0        | 0           | ----  | 4     | 1.0      | 1        | 0           | 0        | 0     | 0        | 0        | 0     | 0        | 0     | 0        | 0.00     | 1.00    |
| MLB：1年 | MLB：1年 | 1     | 0     | 0     | 0     | 0        | 0     | 0     | 0        | 0           | ----  | 4     | 1.0      | 1        | 0           | 0        | 0     | 0        | 0        | 0     | 0        | 0     | 0        | 0.00     | 1.00    |

### 背番号
- 9（2010年 - 2013年）
- 7（2014年）
- 40（2015年）

### 代表歴
- 2013 ワールド・ベースボール・クラシック・アメリカ合衆国代表